# Bernardia
Bernardia és un gènere que pertany a la família de les euforbiàcies amb 95 espècies de plantes.

## Taxonomia
El gènere va ser descrit per Philip Miller i publicat a The Gardeners Dictionary...Abridged...fourth edition vol. 1. 1754. L'espècie tipus és: Bernardia carpinifolia Griseb.

## Selecció d'espècies
- Bernardia alarici
- Bernardia albida
- Bernardia amazonica
- Bernardia ambigua
- Bernardia apaensis[6]